# The Garden (episodio de Los 100)
«The Garden» es el segundo episodio de la séptima temporada de la serie de televisión estadounidense de ciencia ficción y drama Los 100. El episodio fue escrito por Jeff Vlaming y dirigido por Dean White. Fue estrenado el 27 de mayo de 2020 en Estados Unidos por la cadena The CW. 
Echo (Tasya Teles) y Gabriel (Chuku Modu) aprenden más sobre Hope (Shelby Flannery) y su misterioso pasado.

## Argumento
En flashbacks, Octavia llega a Skyring tres meses después de seguir a Diyoza a través de la anomalía debido a la dilatación del tiempo. Con su brazo completamente curado a su llegada, Octavia forma una familia con Diyoza y Hope en los próximos diez años. Durante seis años, Octavia intenta regresar a través de la Anomalía a Sanctum, pero está demasiado profundo bajo el agua. Rindiéndose, Octavia envía un mensaje en una botella a Bellamy a través de la Anomalía y se instala en Skyring. Sin embargo, su mensaje es interceptado por los Discípulos sobre Bardo que capturan a Octavia y Diyoza, aunque Octavia logra ocultar a Hope del descubrimiento. En el presente, Hope, Gabriel y Echo llegan a Skyring siglos después de que Hope se fue con la memoria de Hope restaurada. Los tres intentan seguir a los Discípulos hasta Bardo, pero descubren que el código se borró de la nota de Hope. Varado, el grupo descubre que los Discípulos lo convirtieron en un planeta prisión para los no creyentes y regresarán en cinco años.Misión de la colonia Eligius III , lo que sugiere que Bardo es otro planeta Eligius y que los Discípulos son descendientes de otros colonos que se habían establecido allí. Hope explica que solo le inyectó a Octavia una etiqueta de localización para enviarla a través de la Anomalía y todavía está viva; Una grabación de Becca revela que la dilatación del tiempo es causada por la proximidad a un agujero negro cercano. Aunque Gabriel descubre el código en la Memoria de Colin, un prisionero destruye su computadora antes de que pueda grabarla para usarla.

## Elenco
- Eliza Taylor como Clarke Griffin. (en créditos)
- Bob Morley como Bellamy Blake. (en créditos)
- Marie Avgeropoulos como Octavia Blake.
- Lindsey Morgan como Raven Reyes. (en créditos)
- Richard Harmon como Jhon Murphy. (en créditos)
- Tasya Teles como Echo / Ash.
- Shannon Kook como Jordan Green. (en créditos)
- JR Bourne como Sheidheda. (en créditos)
- Chuku Modu como Dr. Gabriel Santiago.
- Shelby Flannery como Hope Diyoza.

## Recepción
En Estados Unidos, The Garden fue visto por 0.76 millones de espectadores, de acuerdo con Showbuzz Daily.

### Recepción crítica
Delia Harrington para Den of Geek: "Este episodio también nos llena de un tesoro de información sobre los elementos misteriosos de esta temporada, desde Anders y los Discípulos en Bardo hasta las líneas de tiempo de Diyoza, Octavia y el tiempo de Hope lejos de Sanctum. Por supuesto, todavía quedan muchas más preguntas pendientes, como dónde estaba Hope en el tiempo entre sus 20 años en Sky Ring y cuando apareció en la cabaña de Gabriel durante el final de la temporada 6".
Yana Grebenyuk para TV Fanatic: "'The Garden', creó un nuevo mundo fascinante combinando el pasado y el presente, todo para crear intriga sobre el futuro. En lo que posiblemente fueron los episodios más impactantes visual y emocionalmente de la temporada hasta ahora, este episodio exploró qué fue y qué es e incluso logró responder algunas preguntas intermedias".
"También planteó una pregunta sobre los paralelismos, especialmente cuando la comparación te golpea más de lo que escuchas que de tu corazón. A veces no se trata de cómo puedes reutilizar la misma historia dos veces, sino más de cómo puedes conectar personajes mientras mantienes sus viajes originales y diferentes entre sí".